# Gastronomía del Imperio bizantino

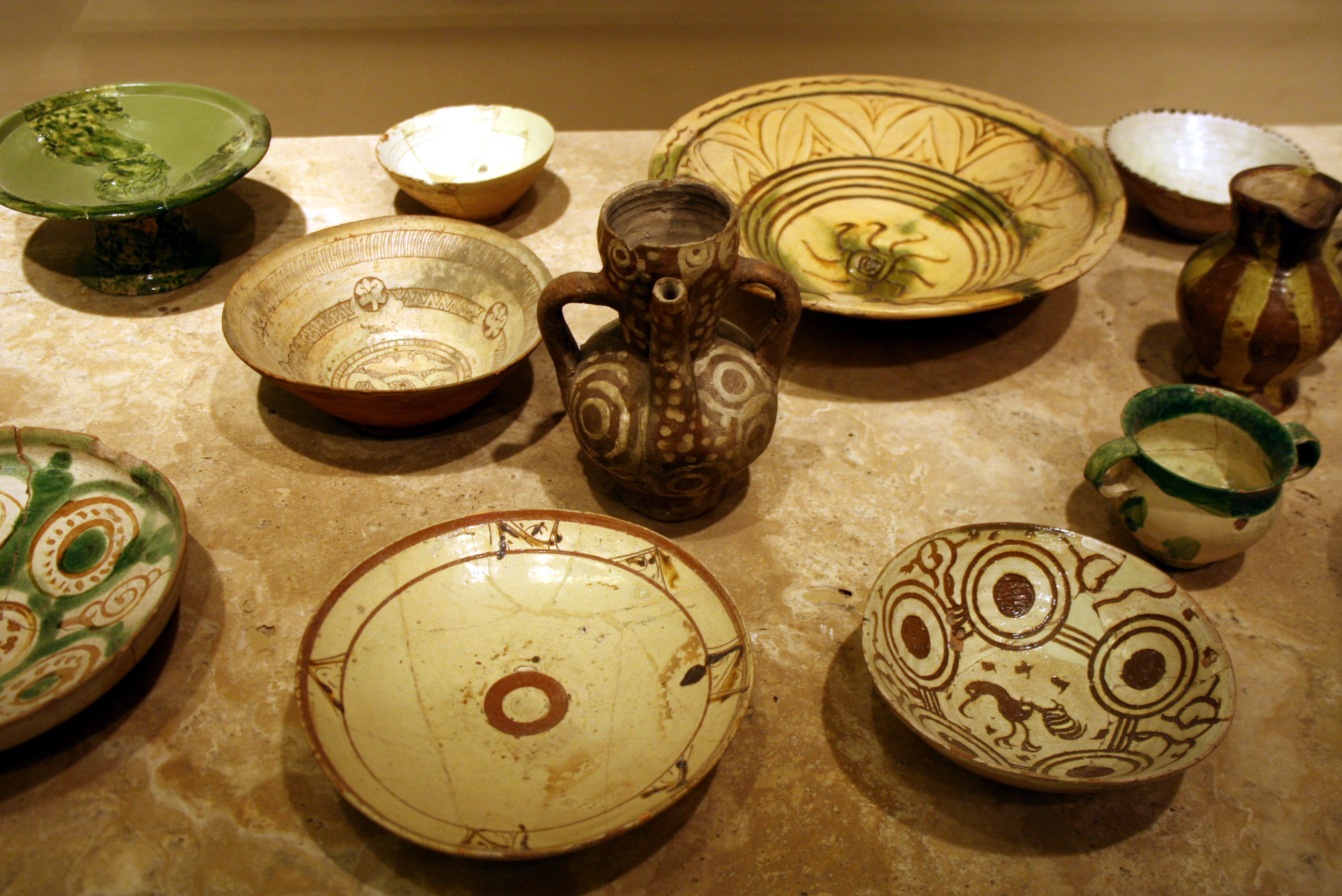
Vasijas bizantinas de los siglos IX-XIII.

La gastronomía del Imperio bizantino estuvo marcada por una fusión de la gastronomía griega y romana. Con el desarrollo del imperio y de su comercio, llegaron a Grecia especias, azúcar y vegetales desconocidos. Los cocineros experimentaron con nuevas combinaciones de alimentos, creando dos estilos en el proceso: el oriental (Asia menor y el Egeo oriental), consistente en cocina bizantina complementada con artículos comerciados y otro estilo más ligero, basado principalmente en la cultura griega local.

## Dieta
Para los bizantinos el consumo de alimentos se relacionaba con la clase social. El palacio imperial era una metrópolis de especias y recetas exóticas; los invitados eran entretenidos con frutas, pasteles con miel y golosinas. La gente común era más conservadora. La dieta principal consistía en pan, verduras, legumbres y cereales preparados en formas variadas y la ensalada era muy popular. Para asombro de los florentinos, en su visita de 1439, el emperador Juan VIII Paleólogo solicitó que le sirvieran más comida. Los bizantinos producían distintos quesos, entre ellos el anthotiro o kefalintzin. También gustaban de consumir mariscos y pescados frescos de agua salada. Ya para entonces cocinaban las famosas omelettes, conocidas como sphoungata (que significa «esponjoso»), descritas por Teodoro Pródromo. 
Cada hogar mantenía además un suministro de aves de corral. En cambio, las elites bizantinas comsumían también otros tipos de carne que obtenían de la caza, que era de las ocupaciones favoritas y distinguidas de los varones. Acostumbraban cazar con perros y halcones, aunque a veces empleaban trampas, redes y substancias adhesivas. Los animales más grandes eran un alimento más caro y raro. Los ciudadanos sacrificaban cerdos al comienzo del invierno y proveían a sus familias con salchichas, cerdo salado y manteca de cerdo para todo el año. Sólo los bizantinos de las clases media alta y alta podían permitirse el cordero. Rara vez comían carne de res, ya que utilizaban el ganado vacuno para el cultivo del campo. Los ciudadanos de clase media y baja en ciudades como Constantinopla y Salónica consumían los platos que se ofrecían en las tavernas. La forma más común de cocinar los alimentos era hervirlos, una tendencia que originó una máxima bizantina burlona — «el cocinero perezoso prepara todo hirviéndolo». La salsa Garo, en todas sus variedades, era uno de los condimentos favoritos.
Gracias a la ubicación de Constantinopla, entre populares rutas de comercio, la cocina bizantina fue afectada por múltiples influencias culturales de la región — como la del propio Imperio Bizantino, el Reino lombardo, el Imperio persa y un emergente Imperio árabe. El crisol resultante continuó durante la época del Imperio otomano y, por lo tanto, la moderna gastronomía griega y turca, así como en general los alimentos del Medio Oriente y los Balcanes son similares.

## Bebida
Macedonia era célebre por sus vinos, que se servían a la clase alta bizantina. Durante las cruzadas y más adelante, los europeos occidentales valoraban los costosos vinos griegos. Las variedades más conocidas eran el vino cretense de uva moscatel, el Romania (exportado desde Modona en el Peloponeso occidental), Malvasía (probablemente exportados de Monemvasía).